# Chlorotettix striatus
Chlorotettix striatus är en insektsart som beskrevs av Delong 1945. Chlorotettix striatus ingår i släktet Chlorotettix och familjen dvärgstritar. Inga underarter finns listade i Catalogue of Life.